# Acraea liacea
Acraea liacea är en fjärilsart som beskrevs av Suffert 1904. Acraea liacea ingår i släktet Acraea och familjen praktfjärilar. Inga underarter finns listade i Catalogue of Life.